# رادوانگتسه (شهرستان پولکوویتسه)
رادوانگتسه (به لهستانی:  Radwanice) یک روستا در لهستان است که در گمینا رادوانگتسه واقع شده‌است. رادوانگتسه ۲٬۱۰۰ نفر جمعیت دارد.